# Wynau
Wynau is een gemeente en plaats in het Zwitserse kanton Bern, en maakt deel uit van het district Oberaargau.
Wynau telt 1.559 inwoners.